# 距状沟
距状沟（英文：Calcarine sulcus），又称距状裂（Calcarine fissure），是位于大脑半球内侧面尾端的一个显著解剖学结构，存在于人和其他灵长类动物的大脑中。距状沟位于枕叶，是一处很深的脑沟。

## 结构
距状沟位于枕叶，前端与顶枕沟的大脑半球内侧部分相连，结构上延伸至侧脑室内、构成禽距。与此同时，距状沟将视觉皮层一分为二，隔开了上方的楔叶和下方的舌回。

## 功能
距状沟与视觉紧密有关，集中分布有初级视觉皮层（primary visual cortex），其中后端有中央视区（central visual field）、前端有周围视区（peripheral visual field）。

## 图像

左侧大脑半球（距状沟位于红色标记处）
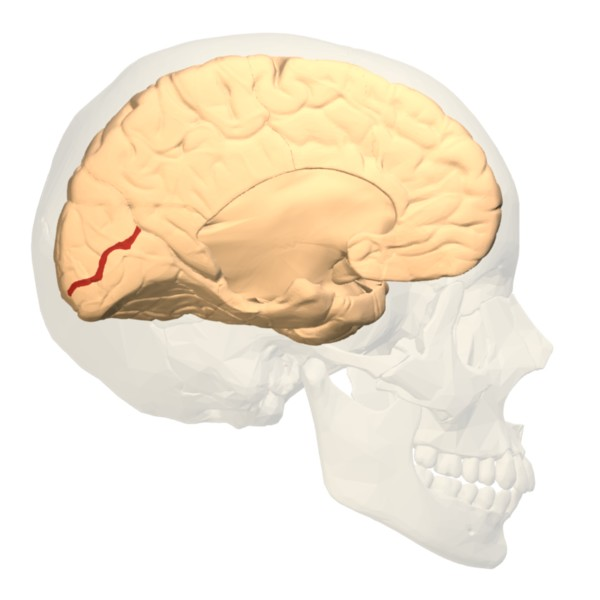
左侧大脑半球（距状沟位于红色标记处）